# Рэндольф, Джойс
Джойс Рэндольф (англ. Joyce Randolph; 21 октября 1924, Детройт, Мичиган — 13 января 2024, Нью-Йорк, Нью-Йорк) — американская актриса.

## Биография
Рэндольф родилась в Детройте 21 октября 1924 года и имеет финское происхождение. После окончания средней школы она начала работать в сфере розничной торговли. Когда гастролирующая труппа Stage Door выступала в Детройте, она прошла прослушивание, получила роль и выступала до конца тура. Рэндольф переехала в Нью-Йорк в 1943 году, чтобы продолжить актёрскую карьеру. Она работала на Бродвее и получила различные роли на телевидении.
В 1951 году она была замечена в рекламах и ей начали предлагать роли в пародиях. Вскоре после этого она получила роль Трикси в фильме «Новобрачные».

## Карьера
Рэндольф являлась последней оставшейся в живых актрисой из актёрского состава сериала «Новобрачные».
На Бродвее Джойс впервые появилась в  постановке «Женский вечер в турецкой бане». Сама Рэндольф говорила, что режиссёры часто отказывались давать ей роли из-за того, что она была слишком известна как Трикси. Она выступала в летних мюзиклах «Сток», снималась в рекламе и несколько раз появлялась в качестве гостя в телешоу.

## Личная жизнь

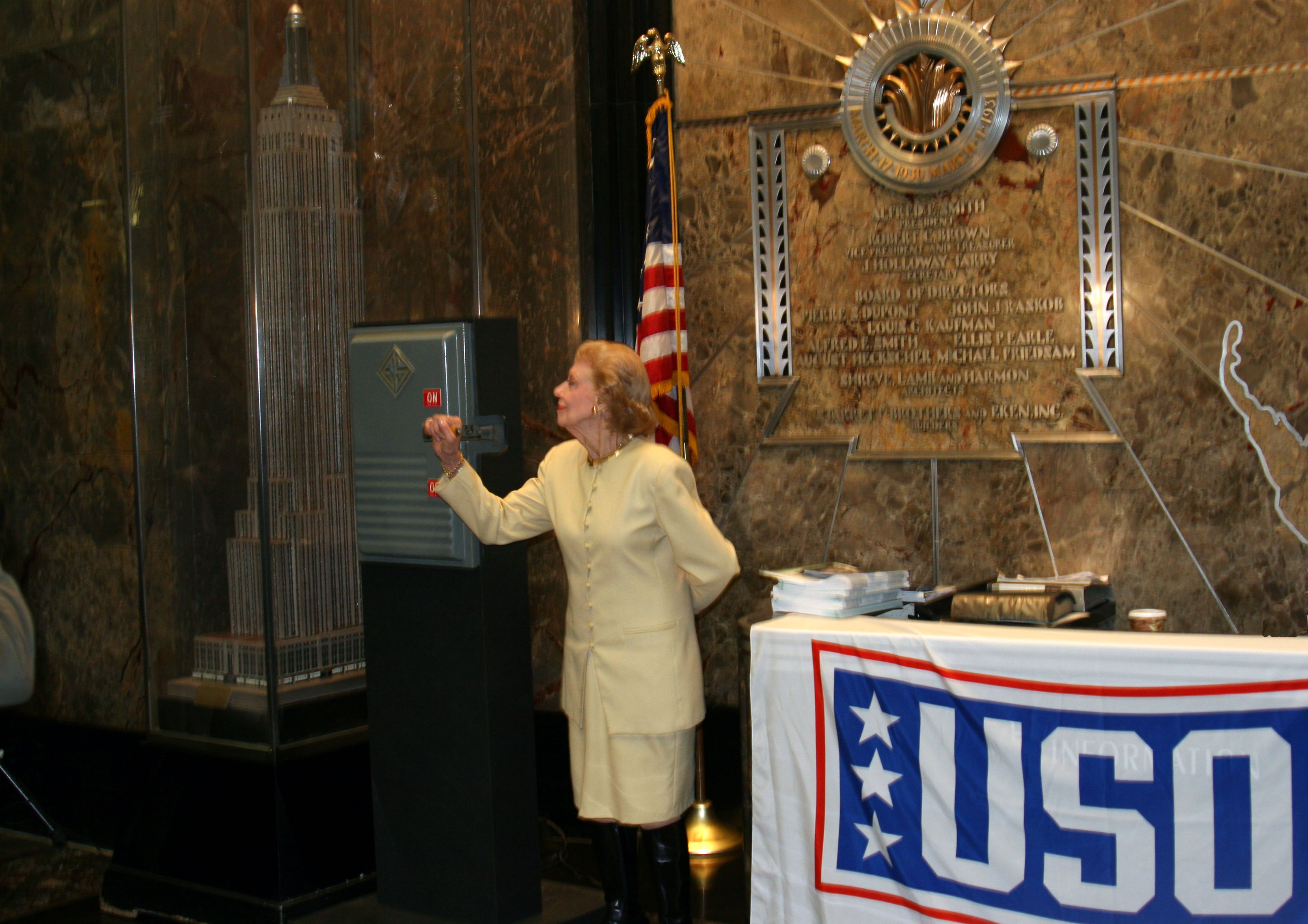
Рэндольф в 2006 году

Рэндольф вышла замуж за Ричарда Линкольна Чарльза, богатого менеджера по маркетингу, 2 октября 1955 года, на следующий день после премьеры сериала «Новобрачные». Ричард Чарльз умер в 1997 году в возрасте 74-х лет. Их сын, Рэндольф Ричард Чарльз (род. 1960), является руководителем отдела маркетинга.
Рэндольф скончалась 13 января 2024 года во сне в своём доме в Нью-Йорке на 100-м году жизни.  Последние годы актриса находилась на попечении хосписа, страдая от многочисленных возрастных проблем.